# Sublim
Sublim – polski zespół muzyczny powstały w Żywcu w 2006 roku.

## Ogólny opis
W twórczości zespołu można usłyszeć wpływy britpopu oraz takich rodzimych grup jak Myslovitz czy Lenny Valentino.
Na rok 2010 jest planowana ogólnopolska trasa koncertowa promująca Summerends. Zespół wystąpił między innymi 18 lipca 2010 na Festiwalu w Jarocinie.

## Członkowie
Założycielami i członkami zespołu są:
- Wojtek Wiśniewski – wokal, gitara
- Jakub Kliś – gitara, keyboard
- Krzysztof Kuśnierz – perkusja
- Patrycjusz Ścieszka – gitara basowa

## Dyskografia
- Summerends (2010)
- Summertime EP (2008)